# Disposition de l'accord
En harmonie tonale, la disposition d'un accord est la manière de réaliser cet accord, c'est-à-dire sa construction à partir de sa basse fondamentale. Les notes réelles qui constituent un accord peuvent être disposées de multiples façons, par renversement, doublure ou suppression.

## Doublure d'une note
La doublure d'une note est le fait pour une note quelconque (fondamentale, tierce, etc.) de figurer plus d'une fois dans un même accord. Il est fréquent en effet que l'on soit amené à doubler l'une des notes d'un accord — par exemple, lorsqu'on écrit un accord de trois notes à quatre voix.
Il faut éviter de confondre la doublure d'une note avec le redoublement d'un intervalle.
- La doublure d'une note se fait de préférence par octave (exemples A, B, C & F). La doublure par unisson, en effet, doit être généralement évitée parce qu'elle appauvrit l'harmonie. Elle est toutefois possible — à condition que les deux parties procèdent par mouvement mélodique contraire et conjoint — d'une part, soit sur l'avant-dernier accord, soit sur le dernier, entre le ténor et la basse (exemple D : doublure de la dominante), d'autre part, sur le dernier accord entre le soprano et l'alto (exemple E : doublure de la tonique). Par ailleurs, si elle a lieu sur temps faible ou partie faible de temps, elle est tolérée entre deux parties quelconques à condition qu'elle soit amenée par mouvement oblique ou, à la rigueur, par mouvement contraire et conjoint au moins dans une partie.

En cas d'unisson, celui-ci doit être quitté par mouvement oblique ou contraire, jamais par mouvement direct.
- La doublure entre parties extrêmes amenée par mouvement contraire et conjoint n'est pas admise sur temps fort, sauf si la note doublée est la dominante : dans ce cas, la doublure est considérée comme correcte (exemple F).

- On double le plus souvent la fondamentale d'un accord (exemple A), parfois sa quinte (exemple B), plus rarement sa tierce.

Lorsque la tierce est à la basse, c'est-à-dire en cas d'accord de sixte, celle-ci en principe ne doit pas être doublée, et si tel est le cas, la doublure ne doit pas intervenir aux parties extrêmes. Une exception toutefois : la tierce de l'accord de sixte du IIe degré peut être doublée, parce qu'elle est en fait la sous-dominante — l'un des meilleurs degrés —, et ceci même aux parties extrêmes.
Cependant, la doublure de la tierce est excellente si celle-ci est un des trois meilleurs degrés, ou encore lorsqu'elle intervient entre la partie supérieure et une partie intermédiaire (exemple C).
- On ne doit pas doubler les notes attractives.

- Exemples :

## Suppression d'une note
D'ordinaire, un accord doit être complet. Cependant, il peut arriver que l'on soit amené à supprimer l'une de ses notes, quand le nombre de voix est insuffisant, ou bien, à l'occasion de certains enchaînements. C'est généralement la quinte qu'il est préférable de supprimer.
- C'est ainsi qu'à trois voix, même un accord de trois notes est souvent affecté d'une suppression ; et à deux voix, bien sûr, tout accord est nécessairement incomplet.

- Lorsque le nombre de voix est suffisant, toute suppression qui n'est pas la conséquence d'un enchaînement particulier doit être considérée comme fautive.

- Dans un accord, la présence de chaque note n'a pas la même importance, selon le rôle tonal et harmonique que celle-ci doit remplir. En conséquence, certaines notes peuvent être qualifiées de facultatives, d'autres au contraire, de déterminantes, ces dernières ne pouvant être supprimées qu'en tout dernier recours, quand on ne peut faire autrement.

### Suppression de la fondamentale
La fondamentale de l'accord est relativement importante, car sa suppression engendre une imprécision tonale. Cependant, elle peut être supprimée à deux voix. Par ailleurs, on peut également supprimer la fondamentale des accords placés sur la dominante. Donc, à trois voix et plus, et excepté dans les accords de septième et neuvième de dominante, toute fondamentale doit normalement être considérée comme une note déterminante.

### Suppression de la tierce
La tierce en principe ne peut être supprimée, même à deux voix, puisqu'elle indique la qualité majeure ou mineure de l'accord concerné. Elle doit donc toujours être considérée comme une note déterminante, surtout en cas d'accord de trois notes, qui, sans elle, sonnerait creux. Il convient cependant de noter les deux exceptions suivantes.
- Si la quinte n'est pas juste — quinte diminuée ou augmentée — la tierce peut à la rigueur être supprimée.

- À deux voix et dans les deux modes, la tierce des accords fondamentaux placés sur les Ier et Ve degrés, peut également être supprimée si la quinte [de la fondamentale] de l'accord est amenée par mouvement direct et conjoint, et que la fondamentale procède par pas de quinte ascendante — il s'agit là du procédé dit des « quintes de cors ». Chaque quinte juste à vide sonne alors très bien malgré l'absence de la tierce. Exemple :

### Suppression de la quinte
La quinte, lorsqu'elle est juste, est facultative : en effet, on retrouve la quinte dans les harmoniques naturelles de la tonique. C'est donc la note qui sera la plus facilement supprimée. Cependant, s'il s'agit d'une quinte augmentée ou diminuée, celle-ci devenant alors une note déterminante, doit être normalement conservée.

### Suppression des autres notes
La septième, la neuvième, et de manière plus générale, toute note altérée, sont des notes déterminantes qui ne doivent évidemment pas être supprimées.

## Position d'un accord
La position d'un accord est le mode de répartition des notes réelles de cet accord par rapport à sa basse.

### Différentes sortes de positions
La position est dite serrée quand les « emplacements » sont tous occupés, et que les différentes notes de l'accord se suivent dans l'ordre (exemple B) ; au contraire, la position est dite large — ou espacée — lorsque certains « emplacements » sont vides (exemple C, position dite « de quatuor »).
- Il arrive souvent que dans un même accord, certaines parties soient en position serrée, pendant que les autres sont en position espacée. Cependant, lorsque les deux parties inférieures — la basse et le ténor par exemple — sont les seules à être espacées, on considère que l'accord concerné est tout de même en position serrée (exemples A & D).

- Il est recommandé d'éviter un intervalle supérieur à l'octave entre les voix, sauf entre le ténor et la basse, où l'on peut avoir plus d'une octave. Par ailleurs, l'octave entre les parties intermédiaires ne sonne bien que si le ténor et la basse sont séparés par une tierce ou une dixième (exemple E). Plus généralement, il est préférable que le ténor et la basse ne soient en position serrée que si toutes les autres voix le sont également.

- Lorsqu'on dit qu'un accord est « en position d'octave » (exemple C), « en position de tierce » (exemple D), « en position de quinte » (exemple B), etc., cela signifie, selon le cas et respectivement, que l'octave de la fondamentale, sa tierce, sa quinte, etc., se trouve à la partie supérieure de l'accord en question.

- Exemples :

### Changement de position
Un changement de position signifie un changement de place d'au moins une des notes des parties supérieures pendant la durée d'un même accord, c'est-à-dire sans modification de la basse (exemple A, ci-dessus). En cas de changement de position, en effet, la fondamentale, la tierce ou la quinte — sous réserve qu'elles ne soient pas à la basse —, peuvent librement aller à la fondamentale, à la tierce ou à la quinte immédiatement supérieure ou inférieure. De plus, chacune de ces trois notes peut également descendre — ou monter, selon le cas — à la septième, ou à la neuvième.
- Une note préparée ne peut en principe changer de position. Cette règle concerne entre autres, la septième et la neuvième. Cependant, lorsque ces dissonances sont placées sur la dominante, celles-ci, exemptées alors de préparation, peuvent modifier leur position. La septième peut, soit monter à la neuvième, soit descendre à la tierce ou à la quinte. La neuvième ne peut que descendre, soit à la fondamentale, soit à la septième, soit à la quinte.

Rappelons qu'à l'occasion d'un changement de position, lorsqu'une partie quitte une dissonance pour une autre note de l'accord, le mouvement obligé relatif à cette dissonance est également abandonné.
En ce qui concerne les consonances parfaites consécutives ou directes, un changement de position, ou l'ajout d'une note supplémentaire — une septième ou une neuvième, par exemple —, ne constitue pas un changement d'accord.